# Très.b
très.b – międzynarodowa grupa muzyczna, powstała w 2005 w Luksemburgu. Zespół wykonuje muzykę z gatunku rocka alternatywnego, indie rocka. W 2011 roku grupa została laureatem Fryderyka w kategorii Fonograficzny Debiut Roku za płytę The Other Hand.
Très.b tworzą Polka – Misia Furtak i dwóch muzyków: o holendersko-amerykańskich korzeniach Olivier Heim i duńsko-angielskich Thomas Pettit. Różne pochodzenie wpływa na odmienne inspiracje poszczególnych członków zespołu, co prowadzi do różnorodności i oryginalność ich muzyki. Nazwa zespołu oznacza (z francuskiego) „bardzo.b” i jest odnośnikiem do muzyki klasy b – surowej i nieoszlifowanej.

## Historia

### 2005–2008: Początki,Scylla and Charybdis
Grupa rozpoczęła swoją działalność coverem PJ Harvey „Who the fuck”. Na szerszą skalę zadebiutowali wydaniem w październiku 2006 r. EP'ki „Neon Chameleon”, która zebrała bardzo dobre recenzje w Holandii. Pierwszy, nieoficjalny studyjny album Scylla and Charybdis powstał w 2007 r., a holenderski OOR Music Magazine zrecenzował go pisząc: „Melancholijny pop rzadko brzmi ładniej” oraz „brzmienie głosu Misi Furtak można by usytuować między Björk i PJ Harvey”. très.b został również porównany do takich zespołów jak Sonic Youth, The Smiths i piosenkarki Leslie Feist. Zespół koncertował z piosenkami z nowej płyty w Holandii, Belgii, Niemczech, Luksemburgu i Polsce. Tytuł albumu nawiązuje do potworów morskich z mitologii greckiej – Scylli i Charybdy, a także do powiedzenia „znaleźć się między Scyllą i Charybdą”, czyli między dwoma niebezpieczeństwami. Na początku istnienia très.b mieszkali w Danii, następnie przenieśli się do Holandii.

### 2009–2011:The Other Hand
Od 2009 r. trwały prace nad drugim albumem, a pierwszym wydanym oficjalnie. W czerwcu 2010 r. grupa podpisała umowę z Pomaton EMI. Płytą zatytułowaną The Other Hand, 21 września 2010 r. très.b zadebiutowali na polskim rynku muzycznym. Nagrano ją w Warszawie w Studiu 333 z Bartkiem Kuźniakiem, a finalnego szlifu nadał jej w swym nowojorskim studio nadworny producent Nicka Cave'a – Victor Van Vugt, znany ze współpracy z The Bad Seeds, PJ Harvey, Beth Orton, Athlete czy Depeche Mode. Album zyskał bardzo pochlebne recenzje, a grupa została nagrodzona w 2011 r. Fryderykiem w kategorii Fonograficzny Debiut Roku. Z okazji tego prestiżwego wyróżnienia przygotowana została specjalna reedycja albumu The Other Hand, którego premiera odbyła się 21 czerwca 2011 r. très.b zagrali ponad 150 koncertów w całej Europie. Zespół dzielił scenę z takimi formacjami jak: Hey, Myslovitz, TV on the Radio, Seabear, The Asteroids Galaxy Tour. Na początku 2011 r. très.b przenieśli się z Holandii do Polski.

### 2012:40 Winks of Courage
Do grudnia 2011 r. grupa opracowała nowe utwory na kolejną płytę. By pozyskać fundusze na realizację tego przedsięwzięcia zorganizowali tzw. internetowy crowdfunding/przedsprzedaż, czyli sfinansowanie projektu przez fanów. Za 100 PLN oferowali tzw. Très.Paczki, zawierające płytę, bilet na koncert oraz miejsce na liście podziękowań w książeczce płyty. Resztę kosztów pokrył anonimowy fan i firma Hortex. W lutym 2012 r. w zaledwie 6 dni zespół nagrał płytę w The Rolling Tapes Studio w Srebrnej Górze we współpracy z Michałem Kupiczem (znanego z Indigo Tree, Enchanted Hunters). Dystrybucją albumu zatytułowanego 40 Winks of Courage, którego premiera miała miejsce 15 maja 2012 r. zajęła się firma Pomaton EMI.
2013: Zawieszenie działalności zespołu Tres. B
Rok 2013 rozpoczął się dla zespołu pomyślnie - otrzymaniem Paszportu "Polityki", zakończył się zawieszeniem działalności. Jak powiedziała Misia Furtak, współzałożycielka grupy, żałuje, że zespół nie istnieje. Jej zdaniem "to było coś bardzo szczerego i prawdziwego", co ją ukształtowało. "Nie mam może poczucia klęski, to raczej niezadowolenie, że nie udało się znaleźć takiej drogi, która dawałaby nam wszystkim taką samą satysfakcję i pozwalała na dalszą pracę. Zamotaliśmy się. Niemądre rzeczy nas rozdzieliły.

## Dyskografia

### Albumy studyjne
| Rok  | Tytuł                                                                                   |
| ---- | --------------------------------------------------------------------------------------- |
| 2007 | Scylla and Charybdis (nieoficjalny) - Data: 2007 - Wydawca: Isam Records (nieoficjalny) |
| 2010 | The Other Hand - Data: 21 września 2010 - Wydawca: Pomaton EMI/Chaos                    |
| 2012 | 40 Winks of Courage - Data: 12 maja 2012 - Wydawca: Pomaton EMI/Chaos                   |

### Single i EP
| Rok  | Tytuł               | Pozycja na liście | Album                |
| Rok  | Tytuł               | LP3               | Album                |
| ---- | ------------------- | ----------------- | -------------------- |
| 2006 | „Neon Chameleon” EP | —                 | –                    |
| 2008 | „Ola”               | —                 | Scylla and Charybdys |
| 2010 | „Orange, Apple”     | —                 | The Other Hand       |
| 2012 | „Like is”           | —                 | 40 Winks of Courage  |
| 2012 | „Let It Shine”      | 10                | 40 Winks of Courage  |

## Teledyski
| Rok  | Tytuł           | Reżyseria/Realizacja                                | Album               |
| ---- | --------------- | --------------------------------------------------- | ------------------- |
| 2010 | „Orange, Apple” | Misia Furtak, Monika Baran, Żaneta Pać, Mirka Duijn | The Other Hand      |
| 2010 | „Venus Untied”  | DDBC Creative Design                                | The Other Hand      |
| 2012 | „Like Is”       | ImagePro.pl                                         | 40 Winks of Courage |
| 2012 | „Let it Shine”  | Lava Films                                          | 40 Winks of Courage |

## Nagrody i wyróżnienia
| Rok  | Kategoria                                  | Nagroda           | Uwagi   |
| ---- | ------------------------------------------ | ----------------- | ------- |
| 2011 | Fonograficzny Debiut Roku (The Other Hand) | Fryderyk          | Nagroda |
| 2012 | Muzyka popularna                           | Paszport Polityki | Nagroda |